# Salários de benefício e de contribuição
O salário de benefício (SB) e o salário de contribuição (SC) são as bases de cálculo dos benefícios e das contribuições do INSS, respectivamente. O salário de contribuição corresponde ao salário do trabalhador desde que não passe do teto de R$  5.839,45¹ (em 2019). O salário de benefício é a média aritmética simples dos maiores salários de contribuição correspondentes a 80 por cento de todo período contributivo.
Atenção. A partir da EC 103 de 12 de novembro de 2019, tem-se nova regra para cálculo do salário de benefício, nos termos do disposto no art. 26:
Art. 26. Até que lei discipline o cálculo dos benefícios do regime próprio de previdência social da União e do Regime Geral de Previdência Social, será utilizada a média aritmética simples dos salários de contribuição e das remunerações adotados como base para contribuições a regime próprio de previdência social e ao Regime Geral de Previdência Social, ou como base para contribuições decorrentes das atividades militares de que tratam os arts. 42 e 142 da Constituição Federal, atualizados monetariamente, correspondentes a 100% (cem por cento) do período contributivo desde a competência julho de 1994 ou desde o início da contribuição, se posterior àquela competência.
O cálculo do SB era feito assim (anteriormente a EC 103/2019)
1. a contribuição é de 180 meses (por exemplo);
2. tomam-se as 144 maiores contribuições mensais;
3. somam-se seus valores;
4. divide-se o resultado por 144.

Todavia, atualmente, após EC 103, o cálculo deve corresponder "a 100% (cem por cento) do período contributivo desde a competência julho de 1994 ou desde o início da contribuição" (art. 26, EC 103/19).
Sobre o SC aplica-se uma alíquota (8, 9 ou 11 por cento) e assim se obtém a contribuição mensal do empregado. Para outros tipos de segurado, a contribuição é diferenciada. Sobre o SB aplica-se também uma porcentagem para calcular os seguintes benefícios:
1. auxílio-doença: 91 por cento do SB;
2. aposentadoria por invalidez: 100 por cento do SB;
3. auxílio-acidente: 50 por cento do SB;
4. aposentadoria especial: 100 por cento do SB;
5. aposentadoria por idade: 70 por cento mais 1 por cento para cada 12 contribuições mensais, até o limite de 30 por cento do SB;
6. aposentadoria por tempo de contribuição:  para mulher 70% do SB aos 25 anos de serviço mais 6% para cada ano novo completo de atividade até o máximo de 100% do SB aos 30 anos de serviço. Para homem 70% do SB aos 30 anos de serviço mais 6% para cada ano novo completo de atividade até o máximo de 100% do SB aos 35 anos de serviço.

Os outros benefícios são calculados de forma diferente. A aposentadoria por invalidez pode superar o teto de R$ 5.189,82 (que é o limite máximo do SB e do SC no ano de 2016) em 25 por cento quando o segurado precisar da assistência de outra pessoa. O salário-maternidade pode superar o teto do SC desde que não passe da remuneração de um ministro do Supremo Tribunal Federal.